# Берке
Берке, Берхе, Берка, Беркай (монг. Бэрх тат. Бәркә, бл. 1205—1266, Тбілісі) — п'ятий правитель улусу Джучі (1257–1266), син Джучі, онук Чингісхана та брат Батия, Орда та Шибана.

## Життєпис
Брав участь у походах на Волзьку Болгарію, руські князівства, у західному поході. 1237 року відзначився у підкоренні західної частиний Волзької Болгарії. 1238 року успішно воював проти половецького хана Беркуті.
1242 року отримав від Бату власний улус в північному Кавказі. У 1245/1250 року переведений Бату до Сигнаку, де утворився другий улус Берке. Колишній улус Берке Бату приєднав до свого. 1251 року спільно з братом Тука-Тимуром рушив на допомогу Менгу, який зрештою став великим каганом. Він перший із монгольських правителів прийняв іслам.
1257 року після смерті Улаґчі рушив на Сарай-Бату. Водночас контроль над значною частиною правого крила (Русь і Волзька Болгарія) захопив Кутлуг-Буга (сина Бахадура і онук Шибана) — Кутлубій руських літописів. 1258 року Берке став ханом, змігши приборкати Кутлуг-Бугу. В цей час гине Тукан, син Бату-хана, та його дружина Боракчин.
Призначив номінальним правителем Крила Мувала Ногая. Втім фактично військова влада тут належала темнику Бурундаю, якому Берке надав улус між Дністером і Дніпром, а потім відправив проти Данила Галицького, який вимушен був підкоритися ханові. За цим монголи і руські князі Данило і Василько здійснили похід на Литву та проти ятвягів. В улусах Макерман і Крим поставив синів Шибана.
1258 року відправив війська на чолі небожами Балаканом, Тутаром і Кулі на допомогу Хулагу в підкоренні Багдадського халіфату та рештків Персії. Завдяки цьому вдалося захопити Багдад. 1259 року відправив війська на підкорення Польщі, які захопивши здобич і сплюндрувавши Малопольщу, не змогли встановити там міцну владу  та змусити польських князів  визнати зверхність Берке. 1260 році ординці на чолі із Ногаєм здійснили напад на Угорщину, але були відбиті ще на кордоні. Відправив посольство до французького короля Філіппа III з вимогою визнати свою зверхність.
Втім Берке не отримав частину Аррану (для себе) та Герат (для синів брата Орда Іхена), на які розраховував. Тому наприкінці 1261 року почав боротьбу проти Хулагу, хана Ірану, приводом до якої стала страта багдадського халіфа. Вступив в союз проти нього з єгипетськими мамлюками. Продовжував політику свого брата Батия з укріплення самостійності Улусу. Почав карбувати власні гроші.
Разом з тим підтримав Ариг-бугу у протистоянні з Хубілаєм. Боротьба 1263 року перетворилося на війну з Алгу, правителя Чагатайського улуса. Натомість Берке уклав союз з Хайду. Ця війна тривала до самої смерті Берке.
У Булгарському улусі було скасовано управління 6 місцевих бейліків (князівств за руськими літописами) і впроваджено пряме управління через чиновників (даругачи і танмачинів). Лише Кашанський емірат залишився. У Володимиро-Суздальському, Рязанському, Чернігівському князівствах, а також улусах Курумиши і Манкеран було проведено перепис населення, введена десятинна система.
Заснував Сарай-Берке, другу столицю Золотої Орди у 1262 році. Того ж року викликав великого князя Олександра Ярославича для обговорення походу допоміжних руських військ у війні з Хулагу. Також уклав союзний договір з угорським молодшим королем Іштваном, правителем Трансильванії.
1263 року надав ярлик на велике князівство Володимирське Ярославу Тверському. Того ж року в битві на річці Терек (13 січня) завдав тяжкої поразки Хулагу, який намагався захопити Сарай-Берке. 1265 року відправив військо на чолі із Ногаєм проти Візантійської імперії з вимогою звільнити колишнього конійського султана Кей-Кавуса II. Монголи діяли спільно з болгарським царем Костянтином I Асенем, який підтвердив зверхність Золотої Орди над Болгарією. За звільненого колишнього султана Берке видав свою доньку, надавши Кей-Кавусу ікту в Криму. Також домігся від візантійців мирного проходу єгипетських суден до Чорного моря.
1266 року вдерся на Кавказ з метою підкорення Грузії. На шляху до Тбілісі хан Берке помер.

## Зовнішність
За свідченням сучасників у Берке була жирна борода, велике обличчя жовтого кольору; волосся зачесане за обидва вуха, в одному вусі золоте кільце з цінним восьмикутним каменем.